# Lista românilor
 Aceasta este o listă a unora dintre cei notabili români. Conține figuri istorice și personalități contemporane (sportivi, actori, regizori etc.). 
Majoritatea persoanelor enumerate aici sunt de etnie română, a căror limbă maternă este româna, existând și câteva excepții, oameni care s-au născut în România și au putut vorbi limba română, însă care au fost de o altă etnie. 

## Personaje istorice și politice

### Epoca Medievală
- Dragoș I, primul voievod al Moldovei
- Basarab Întemeietorul, primul voievod al Țării Românești
- Mircea cel Bătrân, voievod al Țării Românești
- Neagoe Basarab, voievod al Țării Românești

- Nicolaus Olahus, arhiepiscop romano-catolic al Regatului Ungariei
- Ștefan cel Mare, voievod al Moldovei
- Vlad Dracul, voievod al Țării Românești
- Vlad Țepeș (sau Vlad Dracula), voievod, inspirație pentru Dracula
- Alexandru cel Bun, voievod al Moldovei
- Petru Rareș, voievod al Moldovei
- Mihai Viteazul, principe al Țării Românești, al Moldovei și al Transilvaniei

### Epoca Renașterii
- Dimitrie Cantemir, conducător al Moldovei, istoric, scriitor și compozitor de muzică
- Antioh Dimitrievici Cantemir, poet și ambasador rus
- Constantin Brâncoveanu

### Era modernă
- Tudor Vladimirescu
- Principele Gheorghe Bibescu
- Prințul Barbu Dimitrie Știrbei
- Principele Alexandru Suțu
- Principele Alexandru Ioan Cuza
- Regele Carol I al României
- Regele Ferdinand I al României
- Regele Carol al II-lea al României
- Regele Mihai I al României
- Regina Elisabeta a României
- Regina Maria a României

### Politicieni
- Ion Antonescu, prim-ministru și conducător în timpul celui de-al doilea război mondial
- Alexandru Averescu, general și politician
- Nicolae Bălcescu, istoric, revoluționar
- Antoine Bibesco, diplomat, scriitor
- Lascăr Catargiu, prim-ministru, om politic
- Nicolae Crețulescu, prim-ministru, medic
- Ștefan Golescu, prim-ministru
- Nicolae Golescu, prim-ministru
- Petre Dumitrescu, general
- Avram Iancu, revoluționar în revoluția din 1848
- Take Ionescu, prim-ministru în România interbelică, diplomat, avocat
- Mihail Lascăr, general din al doilea război mondial, ministru al apărării
- Mihail Manoilescu, economist și ministru de externe
- Gheorghe Grigore Cantacuzino,prim-ministru în timpul Răscoalei Țărănești din 1907
- Alexandru Marghiloman, prim-ministru în timpul primului război mondial
- Gheorghe G. Mironescu, prim-ministru în România interbelică
- Gheorghe Manu, prim-ministru, fost primar al Capitalei, general
- Nicolae Rădescu, prim-ministru în timpul celui de-al doilea război mondial
- Octavian Goga, scriitor, fost prim-ministru
- Barbu Ștefănescu Delavrancea, fost primar al Capitalei
- Mugur Isărescu, economist și membru al Clubului de la Roma, fost prim-ministru

#### Partidul Național-Țărănesc
- Emil Constantinescu, fost președinte al României
- Radu Vasile, economist și politician, fost prim-ministru
- Ion Rațiu, politician, Partidul Național-Țărănesc
- Corneliu Coposu, politician, Partidul Național-Țărănesc
- Demetru Ion Dobrescu, fost primar al Capitalei (Primarul Târnăcop), judecător
- Alexandru Vaida-Voevod, om politic, prim-ministru, medic
- Doina Cornea, a remarcat disident și intelectual, Partidul Național-Țărănesc
- Iuliu Maniu, politician, unul dintre creatorii Partidului Național-Țărănesc
- Ion Mihalache, politician, Partidul Național-Țărănesc

#### Partidul Național Liberal(1875–1950)
- Ion C. Brătianu, prim-ministru al României
- Ion IC Brătianu, om politic, unul dintre fondatorii mișcării liberale din România, prim-ministru, fiul lui Ion C. Brătianu
- Manolache Costache Epureanu, om politic, unul dintre fondatorii mișcării liberale din România, prim-ministru
- Ion G. Duca, prim-ministru, asasinat de Garda de Fier
- Ion Ghica, matematician, diplomat, prim-ministru
- Mihail Kogălniceanu, avocat, istoric, publicist, prim-ministru, ministrul afacerilor externe, ministrul afacerilor interne
- C. A. Rosetti, publicist
- Pache Protopopescu, fost primar al Capitalei, fondator al mișcării liberale din România
- Dimitrie Sturdza, președinte al Partidului Național Liberal și președinte al Academiei Române
- Dinu Brătianu, președintele Partidului Național Liberal, arestat și închis fără judecată de comuniști, murind în 1950, probabil la închisoarea Sighet

#### Partidul Național Liberal(după 1990)
- Radu Câmpeanu, primul lider al partidului după revoluția din 1989
- Mircea Ionescu Quintus, liderul partidului (1993–2001)
- Theodor Stolojan, fost prim-ministru, lider al partidului (2002-2004)
- Mihai Răzvan Ungureanu, ministrul afacerilor externe (2004-2007), șeful Serviciului Român de Informații Externe (2007–2012)
- Crin Antonescu, fost lider al partidului (2009-2014)
- Călin Popescu-Tăriceanu, fost prim-ministru, fost lider al partidului (2004-2009)
- Klaus Johannis, președinte al României, fost lider al partidului (2014)
- Cătălin Predoiu, avocat, fost ministru al Justiției
- Siegfried Mureșan, europarlamentar și purtător de cuvânt al Partidului Popular European (PPE)
- Renate Weber, fost avocat, europarlamentar
- Eduard Hellvig, director al Serviciului Român de Informații
- Neagu Djuvara, fost istoric
- Nicolae Manolescu, critic literar

#### Partidul Comunist Român
- Petru Groza, prim-ministru
- Ana Pauker
- Gheorghe Gheorghiu-Dej, secretar general și prim-ministru
- Nicolae Ceaușescu, secretar general
- Elena Ceaușescu, soția lui Nicolae Ceaușescu
- Gheorghe Apostol, secretar general
- Ion Gheorghe Maurer, prim-ministru
- Manea Mănescu, premier
- Emil Bobu
- Miron Constantinescu
- Emil Bodnăraș
- Leonte Răutu
- Alexandru Bârlădeanu
- Corneliu Mănescu
- Constantin Pîrvulescu
- Silviu Brucan
- Paul Niculescu-Mizil
- Vladimir Tismăneanu

#### Partidul Liberal Democrat
- Traian Băsescu, fost președinte al României și fost președinte al Partidului Liberal Democrat
- Emil Boc, fost prim-ministru și fost președinte al Partidului Liberal Democrat
- Vasile Blaga, fost ministru al afacerilor interne și fost președinte al Partidului Liberal Democrat
- Daniel Funeriu, fost ministru al Educației
- Theodor Paleologu, fost ministru al culturii
- Teodor Baconschi, fost ministru al Afacerilor Externe
- Monica Macovei, fost ministru al Justiției

#### Partidul Social Democrat
- Ion Iliescu, fost președinte al României, fost președinte al Partidului Social Democrat
- Adrian Năstase, fost prim-ministru, fost președinte al Partidului Social Democrat
- Victor Ponta, fost prim-ministru, fost președinte al Partidului Social Democrat
- Mircea Geoană, fost ministru de externe, fost președinte al Partidului Social Democrat și secretar general adjunct al NATO
- Cristian Diaconescu, fost ministru al afacerilor externe
- Titus Corlățean, fost ministru al afacerilor externe
- Eugen Teodorovici, economist, ministru al Finanțelor
- Ana Birchall, ministru al Justiției
- Marcel Ciolacu, prim-ministru

### Diplomați
- Constantin Karadja
- Antoine Bibesco
- Nicolae Titulescu, profesor de drept și fost președinte al Adunării Generale a Societății Națiunilor (1930–1932).
- Constantin Vișoianu
- Eugen Filotti
- Grigore Gafencu
- Savel Rădulescu
- Corneliu Mănescu
- Alexandru Paleologu, critic literar
- Vasile Pușcaș, istoric
- Bogdan Aurescu
- Adrian Cioroianu, istoric
- Teodor Meleșcanu

## Arte

### Dans
- Alina Cojocaru, balerină
- Eugenia Popescu-Județ, balerină, profesor de dans, coregraf
- Iris Barbura, dansator și coregraf

### Modă
- Ioana Ciolacu, creatoare de modă premiată

### Fotografie
- Costică Acsinte
- Iosif Berman
- Alexandra Croitoru
- Samoilă Mârza

### Sculptură
- Constantin Brâncuși
- Andrei Cădere
- Onisim Colta
- Teodor Graur
- Oscar Han
- Ion Irimescu
- Ion Jalea
- Iosif Kiraly
- Ana Lupaș
- Cornel Medrea
- Paul Neagu
- Ion Nicodim
- Mihai Olos
- Dimitrie Paciurea
- Milița Petrașcu
- Marilena Preda-Sânc
- Paul Vasilescu
- Marian Zidaru

### Scris
- Vasile Alecsandri, poet și dramaturg
- Lucian Blaga, filosof, poet, dramaturg
- Ion Luca Caragiale
- Andrei Codrescu, poet și eseist
- Nichita Danilov, poet, eseist, romancier
- Nae Ionescu, filosof, scriitor, logician
- Virgil Nemoianu, eseist, critic literar, filozof al culturii
- Horia-Roman Patapievici, scriitor, filozof, eseist
- Andrei Pleșu, scriitor, filozof, eseist, jurnalist
- Bogdan Petriceicu-Hasdeu, filolog, lingvist
- Ion Pillat, poet, publicist, academic
- Marin Sorescu, poet, dramaturg
- Nichita Stănescu, poet și dramaturg
- Petre Țuțea
- Vasile Voiculescu, poet, scriitor, dramaturg

#### Filozofi
- Petre Andrei, filozof
- Lucian Blaga, filosof, poet, dramaturg
- Emil Cioran, eseist, filozof
- Vasile Conta, filozof
- Mircea Eliade, filozof
- Mircea Flonta, filozof
- Mircea Florian, filozof
- Nae Ionescu, filosof ortodox
- Stéphane Lupasco, filozof
- Constantin Noica, filozof
- Theodor Paleologu, politician, filozof
- Camil Petrescu, eseist, filosof, scriitor
- Dumitru D. Roșca, filozof, profesor
- Petre Țuțea, filozof
- Tudor Vianu, filosof al culturii, critic, scriitor

#### Poeți
- Vasile Alecsandri, dramaturg, poet și revoluționar
- Grigore Alexandrescu, poet
- Ioan Alexandru, poet și figură politică
- Nicu Alifantis, poet, cântăreț / compozitor
- Bartolomeu Anania, poet și figură clericală
- Alexandru Andrieș, poet, cântăreț / compozitor
- Dimitrie Anghel, poet și dramaturg
- Tudor Arghezi, poet, jurnalist
- Céline Arnauld, poet (limba franceză)
- George Astaloș, poet, dramaturg (+ limba franceză)
- Anatol E. Baconsky, poet
- George Bacovia, poet
- Vasile Baghiu, romancier și poet
- Cezar Baltag, poet și eseist
- Ion Barbu, poet și matematician
- Mihai Beniuc, poet și figură a partidului comunist
- Lucian Blaga, poet, filozof, dramaturg, traducător
- Ana Blandiana, poetă, jurnalistă
- Eta Boeriu, poet, critic literar, traducător
- Geo Bogza, poet, jurnalist
- Dimitrie Bolintineanu, romancier, poet și revoluționar
- Cezar Bolliac, poet și revoluționar
- Emil Botta, actor, poet
- Emil Brumaru, poet
- Ion Caraion, poet
- Vasile Cârlova, poet
- Magda Cârneci, poetă, critic de artă și istoric
- Mircea Cărtărescu, poet, eseist
- Nina Cassian, poetă, traducătoare
- Paul Celan, poet (limba germană)
- Dan Coman, poet
- George Coșbuc, poet, traducător
- Traian T. Coșovei, poet
- Aron Cotruș, poet
- Nichifor Crainic, eseist, poet, jurnalist, teolog și figură politică
- Nichita Danilov, poet
- Leonid Dimov, poet
- Mircea Dinescu, poet, jurnalist
- Ștefan Augustin Doinaș, poet, traducător și personalitate politică
- Rodica Drăghincescu, poetă, traducătoare (+ limba franceză)
- Geo Dumitrescu, poet
- Mihai Eminescu, poet, eseist, jurnalist
- Dinu Flămând, poet, eseist, traducător (+ limba franceză)
- Șerban Foarță, poet, eseist, traducător
- Benjamin Fondane, poet, eseist (+ limba franceză)
- Emilian Galaicu-Păun, poet, eseist și romancier
- Dumitru Găleșanu, poet-filosof, eseist și ilustrator de carte
- Octavian Goga, poet și figură politică
- Bogdan Ghiu, poet, critic de artă, eseist și traducător
- Radu Gyr, poet
- Iulia Hasdeu, poetă
- Ion Heliade-Rădulescu, poet și revoluționar
- Marius Ianuș, poet
- Florin Iaru, poet și scenarist
- Ștefan Octavian Iosif, poet, traducător
- Isidore Isou, poet
- Nora Iuga, poetă
- Cezar Ivănescu, poet
- Mircea Ivănescu, poet și traducător
- Eugen Jebeleanu, poet
- Claudiu Komartin, poet și traducător
- Nicolae Labiș, poet
- Leonida Lari, poetă și figură politică
- Irving Layton, poet
- Gherasim Luca, poet
- Alexandru Macedonski, poet
- Ileana Mălăncioiu, poetă și disidentă
- Adrian Maniu, poet
- Angela Marinescu, poetă
- Dumitru Matcovschi, poet
- Virgil Mazilescu, poet
- Gabriela Melinescu, poetă, jurnalistă
- Marin Mincu, critic, eseist, romancier, poet și traducător
- Ion Minulescu, poet și romancier
- Ion Mureșan, poet
- Andrei Mureșanu, poet și revoluționar
- Alexandru Mușina, poet, eseist și traducător
- Gellu Naum, poet, dramaturg și traducător
- Sașa Pană, poet
- Oskar Pastior, poet
- Adrian Păunescu, poet și figură politică
- Ioan Es. Pop, poet
- Cristian Popescu, poet
- Simona Popescu, poetă
- Dan Sociu, poet, traducător
- Marin Sorescu, poet și romancier
- Radu Stanca, regizor, dramaturg, poet și eseist
- Nichita Stănescu, poet, eseist, traducător
- Margareta Sterian, pictor, poet, traducător
- Valeriu Sterian, cântăreț / compozitor
- Virgil Teodorescu, poet și traducător
- Constant Tonegaru, poet
- George Topîrceanu, poet
- Tristan Tzara, poet
- Radu Vancu, poet, eseist și traducător
- Grigore Vieru, poet
- Ion Vinea, poet
- Matei Vișniec, dramaturg și poet (+ limba franceză)
- Gelu Vlașin, poet
- Vasile Voiculescu, poet
- Ilarie Voronca, poet (+ limba franceză)

#### Scriitori
- Gabriela Adameșteanu
- Ștefan Agopian
- Radu Aldulescu
- George Bălăiță
- Eugen Barbu
- Marthe Bibesco, scriitoare (și în limba franceză)
- Nicolae Breban
- Augustin Buzura
- Ion Luca Caragiale, dramaturg și prozator
- Mateiu Caragiale, romancier
- Mircea Cărtărescu, scriitor, eseist
- Pavel Chihaia
- George Coandă, scriitor, istoric, romancier și poet
- Ioan Mihai Cochinescu, scriitor, eseist
- Gheorghe Crăciun
- Ion Creangă, scriitor, în special de povești pentru copii
- Ioan Petru Culianu, istoric al religiei
- Petru Dumitriu
- Alexandru Ecovoiu
- Mircea Eliade, istoric al religiei; de asemenea romancier
- Mihail Fărcășanu, scriitor, romancier
- Nicolae Filimon
- Filip Florian
- Virgil Gheorghiu, romancier
- Paul Goma, scriitor
- Anton Holban
- Vintilă Horia, scriitor proeminent (și în limba franceză)
- Eugène Ionesco, dramaturg (și în limba franceză)
- Petre Ispirescu, scriitor
- Panait Istrati, romancier (și în limba franceză)
- Claudiu Komartin
- Gabriel Liiceanu, scriitor
- Herta Müller, scriitoare (limba germană), Premiul Nobel pentru literatură 2009
- Mircea Nedelciu
- Bujor Nedelcovici
- Hortensia Papadat-Bengescu
- Camil Petrescu
- Cezar Petrescu
- Radu Petrescu
- Marin Preda, romancier
- Vasile Pogor, scriitor
- Doina Ruști, romancieră
- Liviu Rebreanu, scriitor
- Mihail Sadoveanu, romancier
- Dinu Săraru
- Mihail Sebastian, scriitor, dramaturg
- Mircea Horia Simionescu
- Ioan Slavici
- Bogdan Suceavă
- Lucian Dan Teodorovici
- Dumitru Țepeneag, romancier (și în limba franceză)
- Nicolae Iorga, istoric, om politic
- Nicolae Milescu, scriitor, diplomat
- Urmuz, scriitor
- Richard Wagner (romancier), scriitor (+ scriitor Virgil Duda, romancier, eseist

#### Critici literari
- G. Călinescu
- Matei Călinescu
- Paul Cernat
- Mihai Cimpoi
- Șerban Cioculescu
- Pompiliu Constantinescu
- Ovidiu S. Crohmălniceanu
- Constantin Dobrogeanu-Gherea
- Garabet Ibrăileanu
- Virgil Ierunca
- Eugen Lovinescu
- Titu Maiorescu
- Nicolae Manolescu
- Ovidiu Papadima
- Edgar Papu
- Ovidiu Pecican
- Perpessicius

#### Istorici
- Gheorghe I. Brătianu
- George Călinescu
- Constantin Daicoviciu
- Nicolae Densușianu
- Constantin C. Giurescu
- Neagu Djuvara
- Adrian Cioroianu
- Dinu C. Giurescu, membru al Academiei Române de Arte și Științe și membru al Academiei Române din 2002.
- Nicolae Iorga
- Vasile Pârvan
- A. D. Xenopol
- Alexandru Zub

#### Jurnaliști
- Teodor Brateș, gazdă radio și jurnalist de televiziune
- Ion Cristoiu
- Eugen Filotti, jurnalist, director de presă
- Leonard Miron, jurnalist și prezentator național TV român
- Pamfil Șeicaru, jurnalist (Gândirea, Bucovina) membru al Parlamentului României, director Curentul
- Cristian Tudor Popescu, jurnalist și scriitor de știință-ficțiune

- Eugenio Coșeriu
- Iorgu Iordan
- IC Massim
- Emil Petrovici

### Muzică
Vezi și Muzica României, în special pentru muzicieni pop contemporani.

#### Compozitori
- George Enescu, compozitor, violonist, pianist, dirijor, profesor
- Ana-Maria Avram, compozitoare
- Pascal Bentoiu, compozitor
- Tiberiu Brediceanu, compozitor și dirijor
- Nicolae Bretan, compozitor de operă
- Eduard Caudella, compozitor
- Paul Constantinescu, compozitor
- Dimitrie Cuclin, compozitor
- Constantin Dimitrescu, compozitor, violoncelist
- Sabin Dragoi, compozitor
- Iancu Dumitrescu, compozitor, dirijor, muzicolog
- Iosif Ivanovici
- Dinu Lipatti
- Liviu Marinescu, compozitor
- Octavian Nemescu, compozitor
- Ștefan Niculescu, compozitor
- Nonna Otescu, compozitoare
- Anton Pann, compozitor
- Ciprian Porumbescu, compozitor
- Horațiu Rădulescu, compozitor
- Octavian Octavian Teodorescu, compozitor
- Cornel Trailescu, compozitor
- Iannis Xenakis, compozitor născut în România

#### Muzicieni
- Alexandra Stan, cântăreață, muzică, animatoare, model, dansatoare
- Dan Andrei Aldea, chitarist rock, compozitor, cântăreț
- Christian Badea, dirijor
- Lucian Ban, compozitor de jazz și pianist
- Sergiu Celibidache, dirijor de orchestră
- Marius Constant
- Marin Constantin, dirijor al corului de cameră Madrigal
- Nicu Covaci, chitarist rock, compozitor, vocalist
- Michael Cretu, muzician fondator al ( Enigma )
- Grigoraș Dinicu, violonist, compozitor
- Adrian Erlandsson, baterist. Suedez cu fond românesc.
- Daniel Erlandsson, baterist (Arch Enemy). Suedez cu fond românesc.
- George Georgescu, dirijor de orchestră
- Valeriu Găină, chitarist
- Clara Haskil, pianistă
- Inna, cântăreață, dansatoare
- Hugo Jan Huss, dirijor de orchestră și violonist
- Ovidiu Lipan, baterist (Phoenix)
- Dinu Lipatti, pianist, compozitor
- Radu Lupu, pianist
- Ion Marin . conductor
- Cristi Minculescu, cântăreț și compozitor rock
- Jonel (Ionel) Perlea, dirijor
- Valentin Radu, dirijor, Vox AmaDeus
- Constantin Silvestri, dirijor și compozitor de orchestră
- Laura Stoica, cântăreață și compozitoare pop-rock
- Octave Octavian Teodorescu, compozitor, muzician de avangardă rock, multi-instrumentist (chitare, tastaturi, instrumente programabile)
- Cristian Vasile, cântăreț de tango
- Dorin Liviu Zaharia, compozitor și cântăreț
- Gheorghe Zamfir, muzician de flaut
- Tudor Gheorghe, muzician, compozitor și cântăreț

##### Clasic
- Dinu Lipatti, pianist și compozitor
- Radu Lupu, pianist
- Angela Gheorghiu, soprană
- Hariclea Darclée, soprană
- Ileana Cotrubaș, soprană
- Nelly Miricioiu, soprană
- Mariana Nicolescu, soprană
- Mihaela Ursuleasa, pianistă
- Leontina Vaduva, soprană
- Virginia Zeani, soprană

##### Muzică populară și derivate
- Maria Tănase, cântăreața de muzică populară românească

##### Instrumente
- Alexandru Bălănescu, violonist
- Gheorghe Zamfir, cântăreț de panpipes
- Ion Miu, jucător de țambal
- Ion Voicu, violonist
- Johnny Răducanu, pianist de jazz

##### Pop și techno
- Loredana Groza, cântăreață pop
- Nicoleta Alexandru, cântăreață pop și techno
- Gabriela și Mihaela Modorcea, surorile gemene care formează duo-ul Indiggo

## Film și teatru
- Iulian Moga, regizor
- Mircea Albulescu, actor
- Ștefan Bănică, Jr., actor
- Monica Bârlădeanu, actriță
- Radu Beligan, actor, regizor
- Joana Benedek, actriță
- Ion Luca Caragiale, dramaturg
- Ion Caramitru, actor
- Ion Cojar, profesor de actorie, fondator al școlii de actorie după metoda românească
- Gheorghe Dinică, actor
- Maria Filotti, actriță
- Marcel Iureș, actor
- Cătălin Mitulescu, regizor de film
- Maia Morgenstern, actriță
- Cristian Mungiu, regizor de film
- Jean Negulescu, regizor de film, candidat la Oscar
- Sergiu Nicolaescu, regizor de film
- Amza Pellea, actor
- Florin Piersic, actor
- Florian Pittiș, actor
- Elvira Popescu, actriță
- Corneliu Porumboiu, regizor de film
- Cristi Puiu, regizor de film
- Victor Rebengiuc, actor
- Edward G. Robinson, actor
- Alec Secăreanu, actor
- Andrei Șerban, director de teatru și operă
- Sebastian Stan, actor
- Saviana Stănescu, dramaturg
- Constantin Tănase, cabaret, comic și poet, împușcat de armata sovietică de ocupație din București, în 1945
- Grigore Vasiliu Birlic, actor
- Johnny Weissmuller, actor

## Religie
- Arsenie Boca
- Teoctist Arăpașu, Patriarhul Bisericii Ortodoxe Române
- Miron Cristea, primul Patriarh al Bisericii Ortodoxe Române
- Iuliu Hossu, episcop greco-catolic al Eparhiei Cluj-Gherla și ulterior cardinal
- Justinian Marina, Patriarhul Bisericii Ortodoxe Române
- Iustin Moisescu, Patriarhul Bisericii Ortodoxe Române
- Nicodim Munteanu, Patriarhul Bisericii Ortodoxe Române
- Dumitru Stăniloae, preot, a tradus Filokalia în limba română
- Vasile Suciu, episcop mitropolit greco-catolic al Arhiepiscopiei Făgărașului și Alba Iulia
- Alexandru Todea, episcop mitropolit greco-catolic al Arhiepiscopiei Făgărașului și Alba Iulia și ulterior cardinal
- Lucian Turcescu, profesor teolog ortodox la Universitatea Concordia (Montreal, Canada), președinte al Societății canadiene de studii patristice, 2004-2008
- Richard Wurmbrand, pastor, autor al Torturat pentru Hristos
- Daniel Ciobotea, Patriarhul titular al Bisericii Ortodoxe Române
- Lucian Mureșan, episcop mitropolit greco-catolic, mai târziu (și ulterior) arhiepiscop major al Arhiepiscopiei Făgărașului și Alba Iulia

## Sport

### Atletism
- Iolanda Balaș, săritură în înălțime
- Paula Ivan
- Lia Manoliu, aruncător de discuri
- Gabriela Szabo
- Violeta Beclea-Secuiască
- Doina Melinte

### Baschet
- Ernie Grunfeld (n. 1955), campion olimpic
- Gheorghe Mureșan

### Box
- Lucian Bute
- Adrian Diaconu
- Leonard Doroftei
- Mihai Leu
- Francisc Vaștag
- Victor Zilberman, boxer olimpic cu greutate sudată, medalie de bronz

### Canoe
- Leon Rotman, campion olimpic de 2 ori (C-1 10.000 metri, C-1 1.000 metri) și bronz (C-1 1.000 metri), 14 titluri naționale

### Șah
- Elisabeta Polihroniade
- Adolf Albin
- Florin Gheorghiu
- Georg Marco
- Liviu Dieter Nisipeanu
- Victor Ciocâltea

### Fotbal
- Ioan Andone
- Ilie Balaci
- Ladislau Bölöni
- Cristian Chivu
- Cosmin Contra
- Nicolae Dică
- Nicolae Dobrin
- Helmuth Duckadam
- Ilie Dumitrescu
- Bolborea Dumitru, antrenor asistent la Steaua București
- Ioan Viorel Ganea
- Dorin Goian
- Dan Gogoșoiu
- Gheorghe Hagi
- Cătălin Hâldan
- Adrian Iencsi
- Adrian Ilie
- Anghel Iordănescu
- Emerich Jenei
- Michael Klein
- Miodrag Belodedici
- Marius Lăcătuș
- Mircea Lucescu
- Silviu Lung
- Viorel Moldovan
- Dorinel Munteanu
- Adrian Mutu
- Claudiu Niculescu
- Gheorghe Popescu
- Florin Răducioiu
- Ioan Sabău
- Tibor Selymes
- Bogdan Stelea
- Marius Toma
- Florin Prunea

### Gimnastică
- Simona Amânar
- Oana Ban
- Octavian Belu, antrenor feminin
- Mihai Brestyan, antrenor de gimnastică
- Sabina Cojocar
- Nadia Comăneci
- Laura Cutina
- Aurelia Dobre
- Marian Drăgulescu
- Emilia Eberle
- Gina Gogean
- Sandra Izbașa
- Marta Károlyi, antrenor de gimnastică
- Alexandra Marinescu
- Lavinia Miloșovici
- Aura Andreea Munteanu
- Steliana Nistor
- Maria Olaru
- Cătălina Ponor
- Claudia Presăcan
- Andreea Răducan
- Monica Roșu
- Daniela Silivaș
- Nicoleta Daniela Șofronie
- Ioan Silviu Suciu
- Ecaterina Szabo
- Corina Ungureanu
- Teodora Ungureanu
- Marius Urzică

### Canotaj
- Constanța Burcică
- Georgeta Damian
- Elena Georgescu
- Doina Ignat
- Elisabeta Lipă
- Ivan Patzaichin
- Viorica Susanu

### Tenis
- Ilie Năstase
- Andrei Pavel
- Victor Hănescu
- Dinu Pescariu
- Răzvan Sabău
- Ion Țiriac, de asemenea, un om de afaceri de mare succes
- Horia Tecău
- Florin Mergea
- Marius Copil
- Adrian Ungur
- Virginia Ruzici, câștigătoare a Open-ului Francez din 1978
- Simona Halep, câștigătoare a Open-ului Francez din 2018, câștigătoare Wimbledon 2019
- Magda Rurac
- Irina Spîrlea
- Ruxandra Dragomir
- Sorana Cîrstea
- Irina-Camelia Begu
- Monica Niculescu
- Alexandra Dulgheru
- Ioana Raluca Olaru
- Patricia Maria Țig
- Andreea Mitu
- Alexandra Cadanțu
- Edina Gallovits
- Ana Bogdan

### Alte sporturi
- Laura Badea (născută în 1970), scrimer român și campioană olimpică în competiția cu folie
- Mathew Dumba (n. 1994), jucător de hochei pe gheață
- Luminița Dinu-Huțupan, jucător de handbal
- Alina Dumitru, campioană olimpică la judo
- Yohan Kende (născut în 1949), înotător olimpic israelian
- Alina Popa, culturist profesionist IFBB
- Angelica Rozeanu (Adelstin; 1921–2006), campioană mondială de tenis de masă; face parte din sala de renume a ITTF
- Andre Spitzer (1945–1972), antrenor de scrimă la Olimpiada de vară din Israel din 1972 și victimă a masacrului de la Munchen
- Timea Toth (n. 1968), înotător olimpic israelian de origine română

## Știință

### Biologie
- Grigore Antipa, hidrobiolog
- Ana Aslan, cercetător în geriatrie
- Victor Babeș, biolog
- Dimitrie Brândză, botanist
- Ioan Cantacuzino, microbiolog
- Wilhelm Knechtel, botanist
- Nicolae Leon, biolog
- Gheorghe Marinescu, neurolog
- Nicolae Minovici, savant criminalist
- Mina Minovici, om de știință criminalistică
- Constantin Parhon, endocrinolog
- George Emil Palade, câștigător al Premiului Nobel pentru fiziologie sau medicină în 1974
- Nicolae Paulescu, a descoperit insulina
- Emil Racoviță, biolog și speolog

### Chimie
- Lazăr Edeleanu, chimist
- Henrik Kacser, chimist
- Costin Nenițescu, fondatorul școlii românești de chimie organică
- Nicolae Teclu, inventatorul arzătorului de gaz numit Teclu

### Medicină
- Carol Davila
- Iuliu Hațieganu
- Raed Arafat, fondator SMURD (un refugiat palestinian de origine siriană care locuiește în România din 1981)
- David Wechsler, psiholog
- Daniel O David, profesor, psiholog și psihoterapeut
- Adrian Bejan
- Alexandru Ciurcu, inventator, împreună cu M.M. Just Buisson, al primului motor reactiv
- George Constantinescu, inventator
- Anastase Dragomir, inventator
- Rodrig Goliescu, inventator - primul avion cu un fuselaj tubular
- Petrache Poenaru, inventator
- Elie Radu, arhitect, inginer
- Anghel Saligny, inginer
- Nicolae Vasilescu-Karpen, inginer
- Leon Dănăilă, neurochirurg

### Industria aerospațială
- Henri Coandă, proiectant de avioane și descoperitorul efectului Coandă
- Elie Carafoli, inginer aeronautic
- Aurel Vlaicu, pionier al zborului
- Traian Vuia

### Astronauții
- Dumitru Prunariu, primul și singurul cosmonaut al României

### Matematicieni
- Titu Andreescu
- Emanoil Bacaloglu
- Dan Barbilian
- Alexandra Bellow
- Julius Borcea
- Liliana Borcea
- Cristian S. Calude
- Ana Caraiani
- Zoia Ceaușescu
- Alina Carmen Cojocaru
- Nicușor Dan
- Anton Davidoglu
- Cornelia Druțu
- Ciprian Foias
- Alexandru Froda
- Tudor Ganea
- Ion Ghica
- Alexandru Ghika
- Emil Grosswald
- Spiru Haret
- Caius Iacob
- Adrian Ioana
- Eleny Ionel
- Cassius Ionescu-Tulcea
- Sergiu Klainerman
- Traian Lalescu
- Florian Luca
- Alexandru Lupaș
- George Lusztig
- Ciprian Manolescu
- Solomon Marcus
- Octav Mayer
- Preda Mihăilescu
- Gheorghe Mihoc
- Irina Mitrea
- Petru Mocanu
- Grigore Moisil, membru al Academiei Române
- Elena Moldovan Popoviciu
- Gheorghe Moroșanu
- Henri Moscovici
- Mircea Mustață
- Miron Nicolescu, membru al Academiei Române
- Octav Onicescu
- Magda Peligrad
- Valentin Poénaru
- Dimitrie Pompeiu
- Florian Pop
- Mihnea Popa
- Sorin Popa
- Cristian Dumitru Popescu
- Nicolae Popescu, membru al Academiei Române
- Tiberiu Popoviciu
- Tudor Rațiu
- Ovidiu Savin
- Rodica Simion
- Simion Stoilow
- Ileana Streinu
- Bogdan Suceavă
- Gabriel Sudan
- Daniel Tătaru
- Gheorghe Țițeica, membru al Academiei Române
- Monica Vișan
- Dan-Virgil Voiculescu
- Gheorghe Vrănceanu
- Alexandru Zaharescu

### Fizică
- Réka Albert
- Emanoil Bacaloglu, fizician, chimist și matematician
- Peter George Oliver Freund, fizician
- Mihai Gavrilă, fizician, profesor, membru corespondent al Academiei Române
- Horia Hulubei, fizician, profesor, membru al Academiei Române
- Theodor V. Ionescu, fizician, profesor, membru al Academiei Române
- Ștefania Mărăcineanu
- Alexandru Marin, fizician, profesor
- Victor Mercea
- Florentina I. Mosora, biofizician și profesor de medicină nucleară, Membru al Academiei Regale a Belgiei
- Horațiu Năstase
- Ioan-Iovitz Popescu
- Alexandru Proca, fizician teoretician, membru al Academiei Române
- Ștefan Procopiu, fizician teoretician, membru al Academiei Române
- Mircea Sabău, fizician, membru al Academiei Române de Arte și Științe
- Șerban Țițeica, fizician, fondator al școlii moderne de fizică teoretică din România, membru al Academiei Române
- Voicu Vlad Grecu, fizician, profesor

### Informatică
- Ștefan Odobleja, om de știință, precursor al ciberneticii
- Mihai Nadin, informatician
- Victor Toma, inginer informatic, născut în Basarabia românească
- Andrei Alexandrescu, informatician
- Mihai Pătrașcu, informatician

### Alții
- Dionisie Ghermani (1922-2009), profesor, scriitor, filantrop și activist politic
- Dimitrie Gusti, sociolog
- David Mitrany (1888–1975), teoretician politic
- George Pomutz (1818-1882), general al Statelor Unite ale Americii în Războiul Civil și diplomat
- Emil Racoviță, explorator polar
- Henri Stahl, stenograf
- Henri H. Stahl, antropolog cultural, etnograf, sociolog, istoric social

## Afaceri
- Dinu Patriciu, fost CEO al Rompetrol
- Octav Botnar, președinte Nissan din Marea Britanie, miliardar
- Iosif Constantin Drăgan, magnat de gaz, miliardar și academic
- John DeLorean, director al industriei auto din SUA, inginer, inventator al Pontiac GTO Muscle Car și DeLorean
- Miliardarul Anastasia Soare, CEO și fondatorul Anastasia Beverly Hills

## Diverse
- Ana Cumpănaș (aka Anna Sage), „Femeia în roșu” care a ajutat FBI-ul să-l prindă pe John Dillinger
- Iana Matei, activistă și fondatoare a Reaching Out